# Água Preta (ort)
Água Preta är en ort i Brasilien.   Den ligger i kommunen Água Preta och delstaten Pernambuco, i den östra delen av landet, 1 600 kilometer nordost om huvudstaden Brasília. Água Preta ligger 133 meter över havet och antalet invånare är 16 444.
Terrängen runt Água Preta är platt. Närmaste större samhälle är Palmares, 7,2 kilometer väster om Água Preta.
Omgivningarna runt Água Preta är en mosaik av jordbruksmark och naturlig växtlighet. Runt Água Preta är det ganska tätbefolkat, med 54 invånare per kvadratkilometer.